# 1er février dans les chemins de fer
1er janvier 1er mars
Chronologies thématiques
- Croisades
- Sports
- Disney

Cette page concerne les événements qui se sont déroulés un 1er février dans les chemins de fer.

## Événements

### XIXesiècle
- 1857 : en Belgique, mise en service du chemin de fer de Kontich à Lierre (Administration des chemins de fer de l'État).
- 1874 : en France, mise en service du tramway (hippomobile) du Havre.
- 1875 : en France, le chemin de fer arrive à Veynes (Hautes-Alpes), qui deviendra par la suite le nœud ferroviaire du PLM dans les Alpes du Sud.
- 1888 : en France, mise en service des sections Bastia-Corte et Casamozza-Tallone, premières lignes de chemin de fer en Corse. (Compagnie de chemins de fer départementaux)

### XXesiècle
- 1920 : en France, passage des deux réseaux des Chemins de fer des Côtes-du-Nord sous le régime de l'exploitation directe (Régie Départementale).
- 1964 : en Argentine, dans la Province de Buenos Aires, au sud de Buenos Aires, la collision entre un train de marchandises arrêté et un train de voyageurs provoque la mort de 34 personnes[1].

- 1999 : en France, création du GIE Eurailtest par la SNCF et la RATP, en vue de commercialiser des essais de matériel ferroviaire à des clients tiers.